# Bye-Bye (光GENJIの曲)
「Bye-Bye」（バイバイ）は、光GENJI（光GENJI SUPER 5）の通算29枚目のシングル。今のところのラストシングル。光GENJI SUPER 5では3作目のシングル。1995年8月2日にポニーキャニオンから発売された。

## 解説
事実上のラストシングル。CDジャケットの裏面には、それまでに発売された光GENJIの全シングルがローマ字表記で書かれている。
全シングルの中でデビュー当時から唯一レギュラー出演していた音楽番組『ミュージックステーション』（テレビ朝日系）で披露されなかった。

## 収録曲
1. Bye-Bye
作詞：松井五郎　作曲：和泉一弥　編曲：水島康貴
2. レディーはそよかぜ
作詞・作曲：タケカワユキヒデ　編曲：SORA
  - 卒業コンサートでは披露していない[2]。
3. Bye-Bye（MINUS LEAD VOCAL KARAOKE）
4. レディーはそよかぜ（MINUS LEAD VOCAL KARAOKE）